# Liste der Biografien/Weig
Liste der Biografien |
Portal Biografien |
Personensuche
# |
A |
B |
C |
D |
E |
F |
G |
H |
I |
J |
K |
L |
M |
N |
O |
P |
Q |
R |
S |
T |
U |
V |
W |
X |
Y |
Z |
?
 
Wa |
Wc |
Wd |
We |
Wh |
Wi |
Wj |
Wl |
Wn |
Wo |
Wr |
Ws |
Wt |
Wu |
Ww |
Wy |
Wz
 
Wea |
Web |
Wec |
Wed |
Wee |
Wef |
Weg |
Weh |
Wei |
Wej |
Wek |
Wel |
Wem |
Wen |
Weo |
Wep |
Wer |
Wes |
Wet |
Weu |
Wev |
Wew |
Wex |
Wey |
Wez
 
Weia |
Weib |
Weic |
Weid |
Weie |
Weif |
Weig |
Weih |
Weij |
Weik |
Weil |
Weim |
Wein |
Weip |
Weir |
Weis |
Weit |
Weix |
Weiz
Die Liste der Biografien führt alle Personen auf, die in der deutschsprachigen Wikipedia einen Artikel haben. Dieses ist eine Teilliste mit 278 Einträgen von Personen, deren Namen mit den Buchstaben „Weig“ beginnt.

## Weig
- Weig, Eva (* 1973), deutsche Physikerin
- Weig, Franz (1927–1992), deutscher Landwirt und Politiker (CSU), Bürgermeister und MdL Bayern
- Weig, Georg (1883–1941), deutscher Bischof der Römisch-katholischen Kirche
- Weig, Johann (1867–1948), deutscher Ordensgeistlicher und Missionar
- Weig, Josef, deutscher Koch

### Weiga
- Weigall, Archibald (1874–1952), englischer Politiker, Mitglied des House of Commons, Gouverneur von South Australia
- Weigand, Alexander (* 2005), österreichischer Fußballspieler
- Weigand, Barbara (1845–1943), deutsche Mystikerin und Seherin
- Weigand, Bruno (1850–1923), deutscher Lehrer, Geologe und Entomologe
- Weigand, Cornelia (* 1971), deutsche Politikerin und BiologinCornelia Weigand (* 1971)

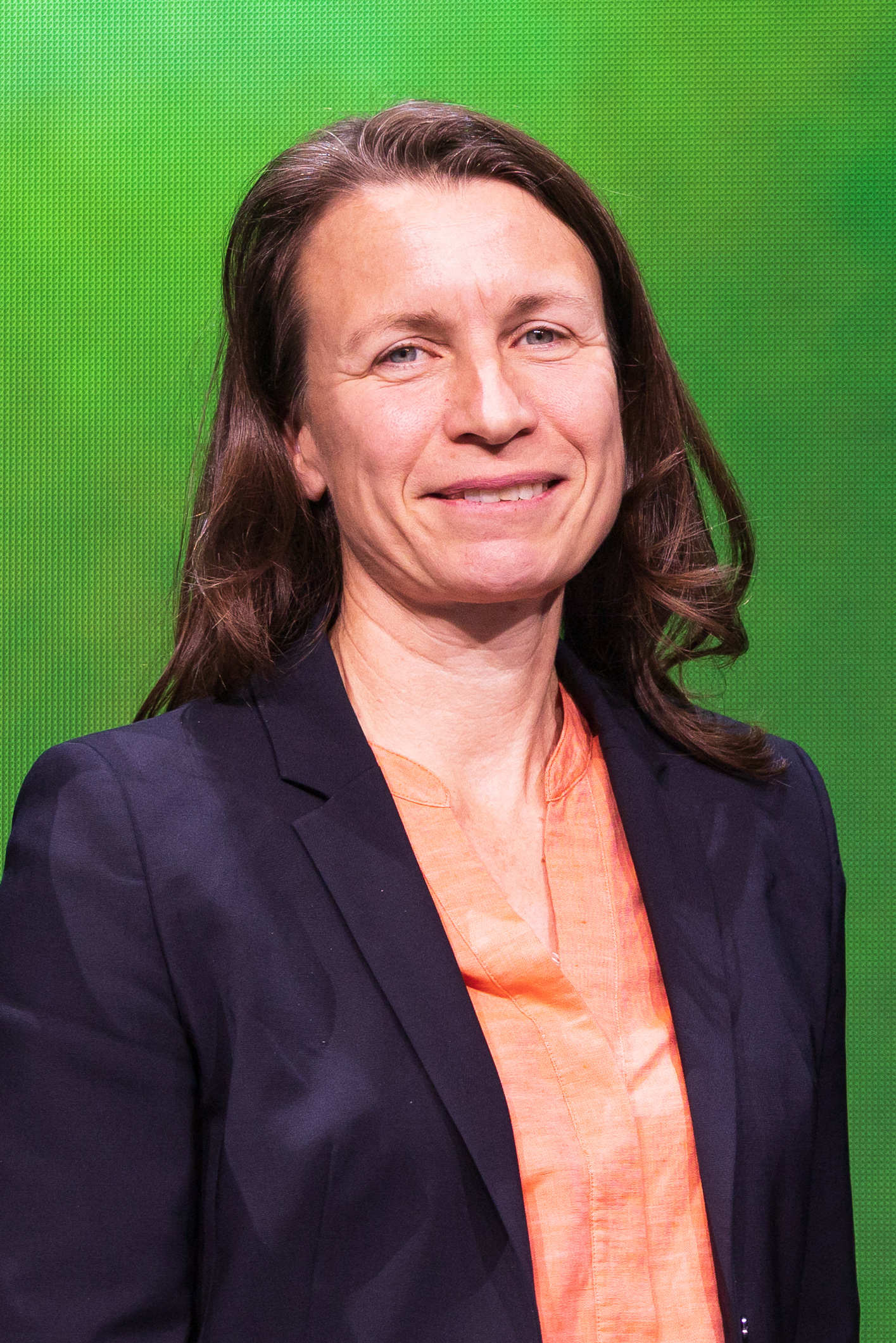
Cornelia Weigand (* 1971)

- Weigand, Edda (* 1943), deutsche Linguistin
- Weigand, Edmund (1887–1950), deutscher Byzantinist und Archäologe
- Weigand, Emil (1837–1906), deutscher Medailleur und Münzstempelschneider
- Weigand, Friedrich (1482–1559), deutscher Richter und Politiker, Bürgermeister von Zittau
- Weigand, Friedrich (1842–1913), deutsch-österreichischer Holzstecher und Illustrator
- Weigand, Gabriele (* 1953), deutsche Pädagogin
- Weigand, Günter (1924–2003), deutscher Sozialanwalt
- Weigand, Gustav (1860–1930), deutscher Wissenschaftler, Ethnograph, Sprachwissenschaftler
- Weigand, Gustav Adolf (1893–1956), deutscher KPD Politiker
- Weigand, Hans (* 1954), österreichischer Maler, Grafiker, Plastiker, Musiker und Aktionskünstler
- Weigand, Hans-Georg (* 1952), deutscher Mathematiker, Professor für Didaktik der Mathematik
- Weigand, Henner (* 1951), deutscher Basketballspieler
- Weigand, Hermann (1854–1926), deutscher Architekt / Bauingenieur und kommunaler Baubeamter in Rixdorf/Neukölln
- Weigand, Hermann John (1892–1985), US-amerikanischer Literaturwissenschaftler
- Weigand, Ingeborg (1920–1995), deutsche Malerin
- Weigand, Jacqueline (1930–2012), deutsch-US-amerikanische Malerin
- Weigand, Johann Friedrich (1786–1866), preußischer Generalmajor
- Weigand, Johannes (* 1966), deutscher Opernregisseur und -intendant
- Weigand, Jörg (* 1940), deutscher Journalist
- Weigand, Justus (* 2000), deutscher Hockeyspieler
- Weigand, Karl (1804–1878), deutscher Germanist
- Weigand, Karla (* 1944), deutsche Schriftstellerin
- Weigand, Klaus-P. (* 1959), deutscher Autor von Kindergeschichten
- Weigand, Konrad (1842–1897), deutscher Genre- und Historienmaler
- Weigand, Markus A. (* 1967), deutscher Anästhesist und Hochschullehrer
- Weigand, Michael (* 1977), deutscher Politiker (CDU)
- Weigand, Otto (1891–1968), deutscher Beamter und Politiker (NSDAP), MdL
- Weigand, Paul (1889–1940), deutscher Lehrer und Politiker
- Weigand, Richard (1904–1981), deutscher Pädagoge
- Weigand, Rodja (* 1945), deutscher Autor und Herausgeber
- Weigand, Rolf (* 1984), deutscher Politiker (AfD), MdL
- Weigand, Rudolf (1929–1998), deutscher katholischer Theologe, Priester, Kirchenrechtler und Hochschullehrer
- Weigand, Rudolf Kilian (* 1955), deutscher germanistischer Mediävist
- Weigand, Sabine (* 1961), deutschen Schriftstellerin und Politikerin (Bündnis 90/Die Grünen)
- Weigand, Wilhelm (1862–1949), deutscher Dichter und Schriftsteller
- Weigand, William Keith (* 1937), US-amerikanischer Geistlicher, emeritierter Bischof von Sacramento
- Weigandt, Artur (* 1994), deutscher Journalist, Übersetzer und Autor
- Weigandt, Bruno, deutscher Offizier und Kaufmann
- Weigang, Birte (* 1968), deutsche Schwimmerin
- Weigang, Horst (1940–2024), deutscher Fußballspieler
- Weigang, Rüdiger (1942–2022), deutscher SchauspielerRüdiger Weigang (1942–2022)

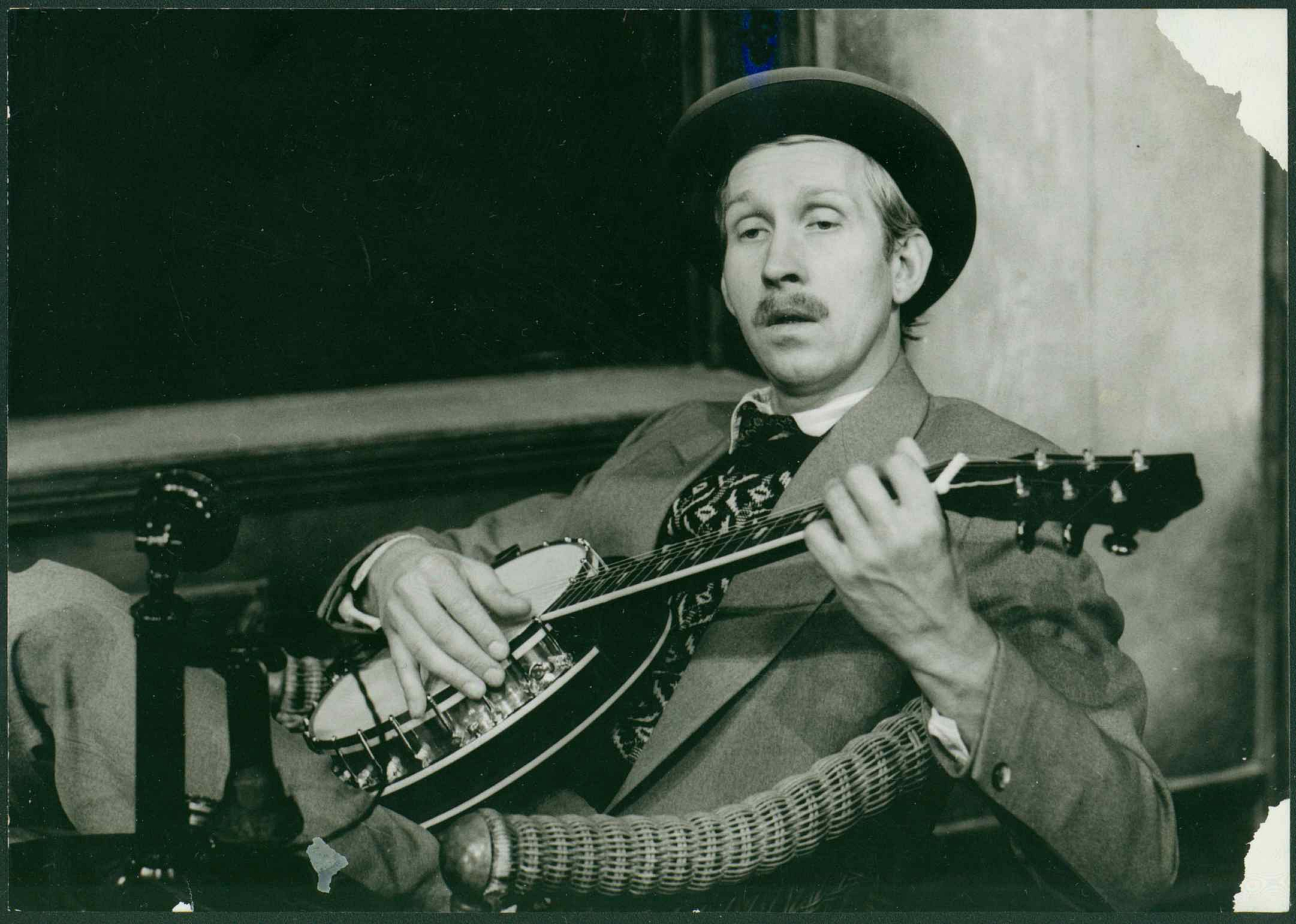
Rüdiger Weigang (1942–2022)

- Weigang, Sven (* 1964), deutscher Fußballtrainer
- Weiganmeir, Johann Baptist (1587–1629), deutscher Philologe sowie Hochschullehrer und Dekan der Philosophischen Fakultät und Präses an der Universität Tübingen
- Weigant, Philipp Jakob († 1741), deutscher Mediziner und Arzt in Wien

### Weige
- Weigel, Adam (1875–1965), deutscher Bürgermeister und Mitglied des Provinziallandtages der Provinz Hessen-Nassau
- Weigel, Alexander (1935–2020), deutscher Dramaturg, Autor und Herausgeber
- Weigel, Andreas (* 1961), österreichischer Literaturwissenschaftler
- Weigel, Andreas (* 1964), deutscher Politiker (SPD), MdB
- Weigel, August (1773–1846), deutscher Buchhändler und Antiquar
- Weigel, Bärbel, deutsche Filmeditorin
- Weigel, Bernhard (1851–1908), sächsischer Generalmajor
- Weigel, Bertram (1950–1976), deutscher Zeichner, Objekt- und Konzeptkünstler
- Weigel, Beverly (* 1940), neuseeländische Weitspringerin und Sprinterin
- Weigel, Christian Ehrenfried von (1748–1831), deutscher Gelehrter
- Weigel, Christoph der Ältere (1654–1725), deutscher Kupferstecher, Kunsthändler und Verleger in Nürnberg
- Weigel, Christoph Gottlob (1726–1794), deutscher Philologe und Hochschullehrer
- Weigel, Christopher (* 1991), deutscher Koch
- Weigel, Detlef (* 1951), deutscher Diplomat
- Weigel, Detlef (* 1961), deutsch-amerikanischer Entwicklungsbiologe
- Weigel, Devon (* 1983), kanadische Schauspielerin
- Weigel, Dieter (1932–2015), deutscher evangelisch-methodistischer Theologe
- Weigel, Eckhard (* 1942), deutscher Architekt und Politiker (DDR-CDU, CDU), MdL
- Weigel, Elvira (1927–1995), österreichische Schauspielerin
- Weigel, Erhard (1625–1699), deutscher Mathematiker und Philosoph
- Weigel, Ernst Kurt (* 1970), österreichischer Schauspieler, Autor und RegisseurErnst Kurt Weigel (* 1970)

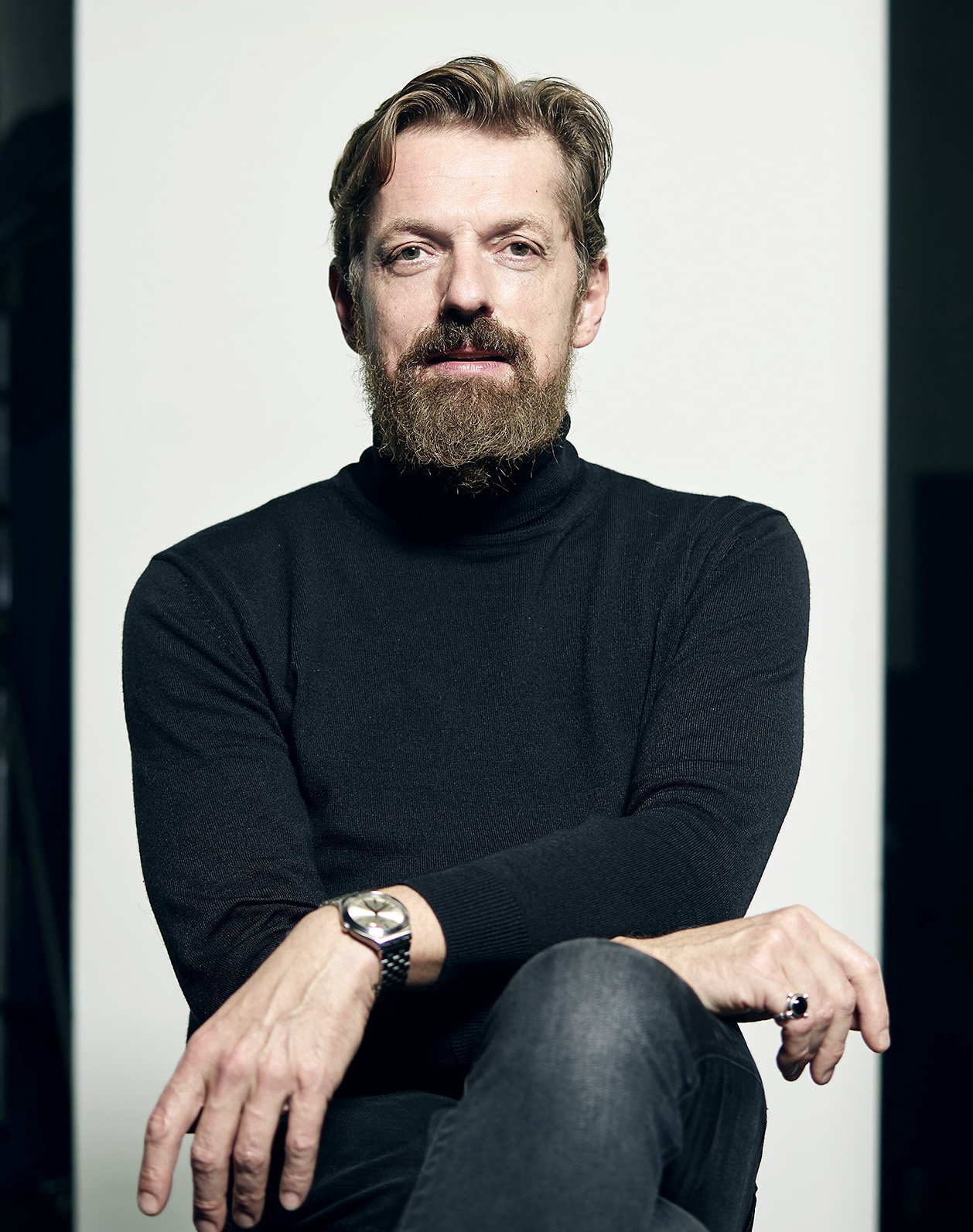
Ernst Kurt Weigel (* 1970)

- Weigel, Eugen (1903–1988), deutscher Politiker (SPD), MdL
- Weigel, Frederick (* 2005), deutscher Leichtathlet in der Disziplin Gehen
- Weigel, Friedrich (* 1816), deutscher Drucker, Buchhändler, Verleger und Parlamentarier
- Weigel, Fritz (1926–1986), deutscher Chemiker
- Weigel, Georg (1594–1668), deutscher evangelischer Theologe
- Weigel, Gerhard (1908–1998), deutscher SS-Sturmbannführer
- Weigel, Gerhard (1927–2014), deutscher Fußballspieler und Sportjournalist
- Weigel, Hans (1908–1991), österreichischer Schriftsteller und Theaterkritiker
- Weigel, Hans der Ältere († 1577), deutscher Buchillustrator, Formschneider und Drucker
- Weigel, Hans-Dieter (* 1935), deutscher Unternehmer und Automobilrennfahrer
- Weigel, Hans-Ulrich (* 1944), deutscher Schlagertexter und Musikproduzent
- Weigel, Hansjörg (1943–2020), deutscher Bürgerrechtler in der DDR
- Weigel, Harald (* 1952), deutscher Germanist und Bibliothekar
- Weigel, Heinrich Daniel († 1773), deutscher Goldschmied
- Weigel, Heinz (* 1930), deutscher Fußballspieler
- Weigel, Helene (1900–1971), deutsche Schauspielerin und Intendantin des Berliner EnsembleHelene Weigel (1900–1971)

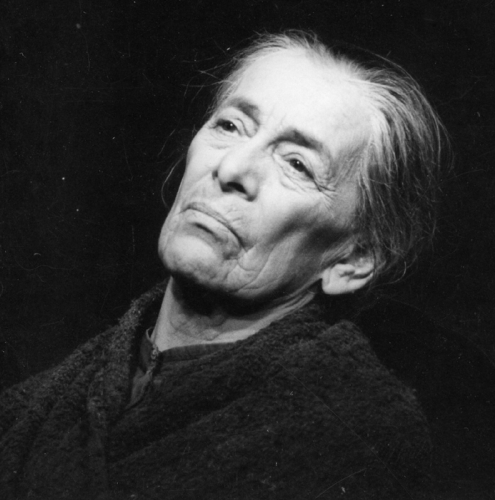
Helene Weigel (1900–1971)

- Weigel, Herbert (1912–1943), deutscher Fußballspieler
- Weigel, Herman (* 1950), deutscher Filmproduzent und Drehbuchautor
- Weigel, Hermann (1828–1887), deutscher Jurist und Politiker (NLP), MdR
- Weigel, Jannine (* 2000), deutsche Schauspielerin, Sängerin, Reality-TV-Teilnehmerin und YoutuberinJannine Weigel (* 2000)

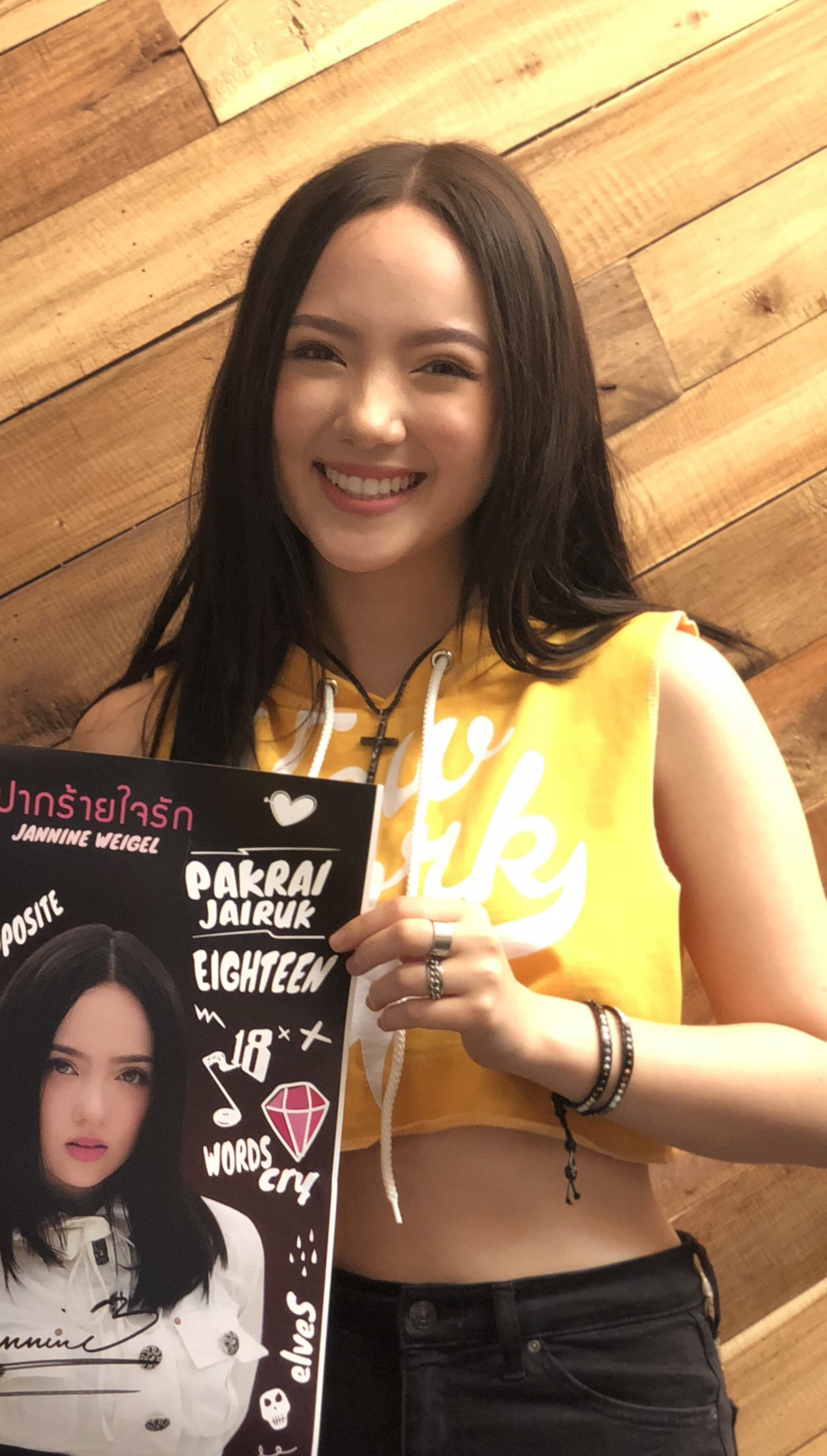
Jannine Weigel (* 2000)

- Weigel, Johann Christoph (1661–1726), deutscher Kupferstecher, Kunsthändler und Verleger in Nürnberg
- Weigel, Johann Christoph (1704–1777), deutscher Kaufmann und Ratsherr der Hansestadt Lübeck
- Weigel, Jonas († 1663), deutscher Orgelbauer
- Weigel, Julian (* 2001), deutscher Fußballspieler
- Weigel, Julius Robin (* 1987), deutscher Schauspieler
- Weigel, Karl Theodor (1892–1953), deutscher Sinnbildforscher
- Weigel, Katherina († 1539), Opfer der Gegenreformation in Polen
- Weigel, Kurt (* 1950), deutscher römisch-katholischer Priester, Urlauberseelsorger, Exerzitienbegleiter und Buchautor auf der Nordseeinsel Wangerooge
- Weigel, Marc (* 1978), deutscher Politiker (FWG)
- Weigel, Maren (* 1994), deutsche Handballspielerin
- Weigel, Mark (* 1969), deutscher Schauspieler
- Weigel, Martin (1555–1618), deutscher Markscheider und kursächsischer Oberbergmeister
- Weigel, Martin (1866–1943), deutscher evangelischer Geistlicher, Chronist und Heimatforscher
- Weigel, Maximilian (1881–1953), deutscher Jurist, Politiker (DDP, LDP) und Mundartschriftsteller der Erzgebirge
- Weigel, Nicolaus († 1444), deutscher römisch-katholischer Theologe und Geistlicher
- Weigel, Otto (1890–1945), deutscher Maler und Grafiker
- Weigel, Paul (1867–1951), deutschamerikanischer Schauspieler
- Weigel, Paul (1873–1929), deutscher Jurist und Statistiker
- Weigel, Peter (1892–1937), russlanddeutscher römisch-katholischer Geistlicher und Märtyrer
- Weigel, Philipp (1878–1948), deutscher Volkswirt, Heimatforscher und Mundartdichter des sächsischen Erzgebirges
- Weigel, Philipp Franz (1814–1895), deutsch-amerikanischer Mediziner und Revolutionär
- Weigel, Philipp Jacob (1752–1826), deutscher Benediktinermönch, Kirchenmusiker und Komponist
- Weigel, Richard (1854–1901), deutscher Kaufmann und Politiker, MdL
- Weigel, Roland (1928–1987), deutscher Fußballspieler
- Weigel, Ronald (* 1959), deutscher Leichtathlet und Trainer
- Weigel, Rudolf (1899–1955), deutscher Elektroingenieur, Hochschullehrer und Rektor der Technischen Hochschule Karlsruhe sowie NSDAP- und SA-Mitglied
- Weigel, Siegfried (1927–2015), deutscher Pastor und Politiker (SPD), MdVK
- Weigel, Sigrid (* 1950), deutsche Literatur- und KulturwissenschaftlerinSigrid Weigel (* 1950)

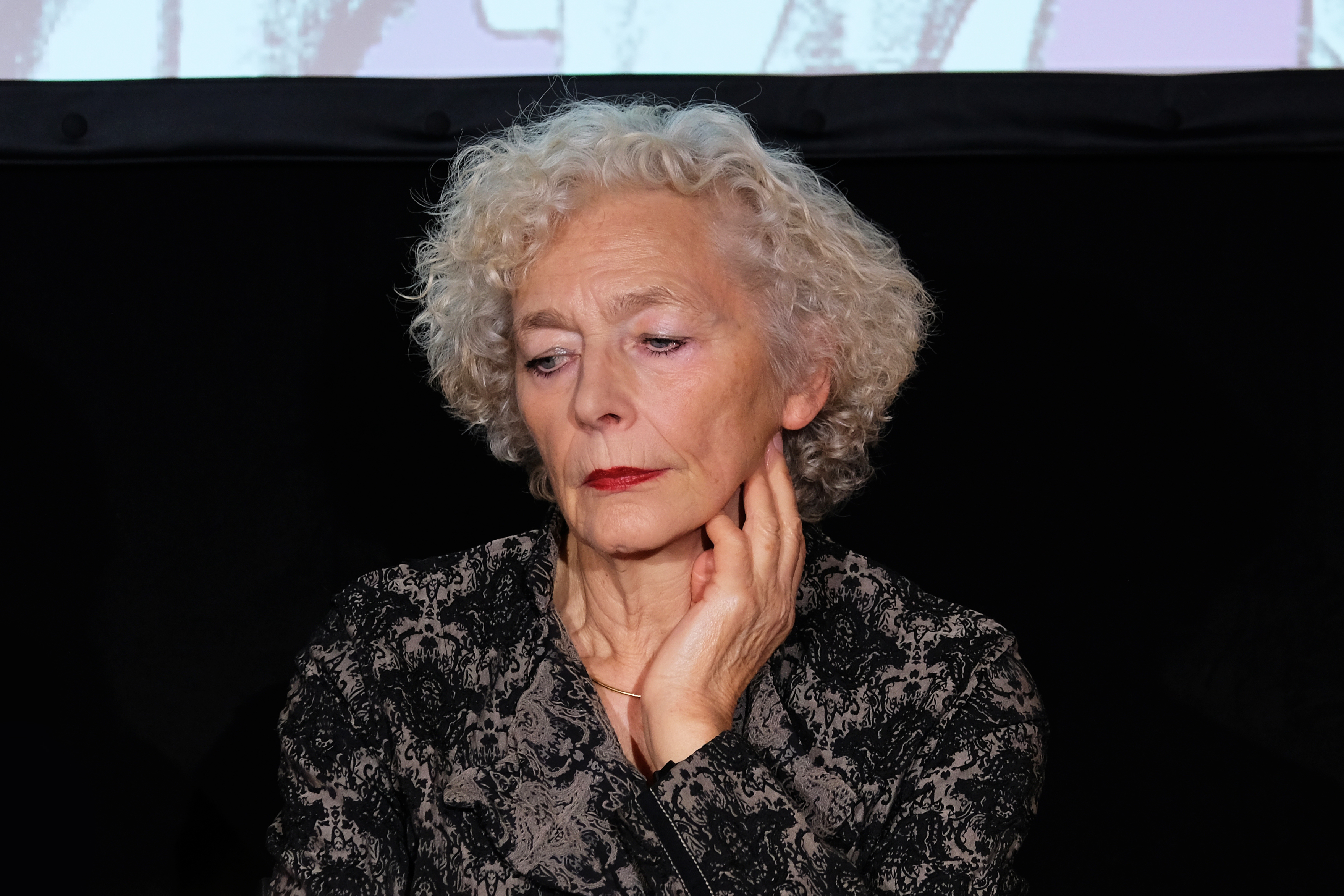
Sigrid Weigel (* 1950)

- Weigel, Susi (1914–1990), österreichische Kinderbuchgrafikerin
- Weigel, Teri (* 1962), US-amerikanische Schauspielerin, Fotomodell und Pornodarstellerin
- Weigel, Theodor Oswald (1812–1881), deutscher Buchhändler, Kunsthändler, Antiquar und Verleger
- Weigel, Valentin (1533–1588), deutscher mystisch-theosophischer Schriftsteller
- Weigel, Viola (* 1966), deutsche Kunsthistorikerin
- Weigel, Volkwin († 1579), deutscher Mathematiker, hessischer Leibarzt
- Weigel, Wenzel (1888–1979), deutscher Hochschullehrer, Professor für Philosophie
- Weigel, Wilhelm (1821–1906), Landtagsabgeordneter Waldeck
- Weigel-Strebel, Annika (* 1987), deutsche Weinkönigin 2011/2012
- Weigele, Paulus Maria (* 1943), deutscher Ordensgeistlicher, 65. Abt von Ottobeuren
- Weigelin, Erich (1916–2010), deutscher Ophthalmologe und Hochschullehrer
- Weigelin, Max (1888–1962), deutscher Geologe und Bergbauingenieur
- Weigelin-Schwiedrzik, Susanne (* 1955), deutsche SinologinSusanne Weigelin-Schwiedrzik (* 1955)

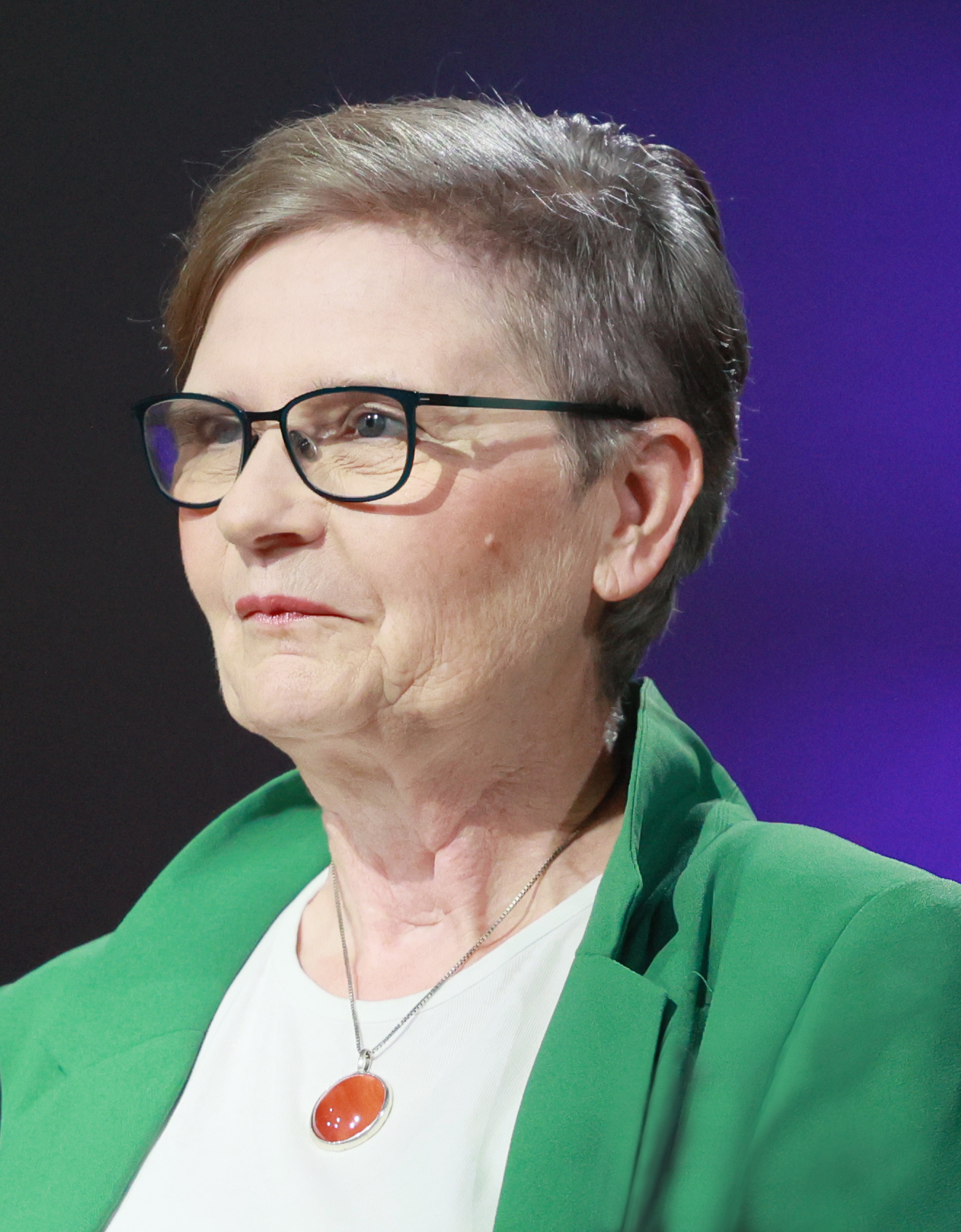
Susanne Weigelin-Schwiedrzik (* 1955)

- Weigelt, Benjamin (* 1982), deutscher Fußballspieler
- Weigelt, Chris (* 2002), österreichisch-deutscher Fußballspieler
- Weigelt, Christine (* 1984), deutsche Fußballschiedsrichterin
- Weigelt, Curt (1844–1911), deutscher Chemiker und Publizist
- Weigelt, Curt H. (1883–1934), deutscher Kunsthistoriker
- Weigelt, Friedrich (1899–1986), deutscher Reformpädagoge, Politiker (SPD)
- Weigelt, Gela (* 1950), deutsche Psychologin, Pädagogin, Sachbuchautorin und Hochschullehrer
- Weigelt, Gert (* 1943), deutscher Fotograf
- Weigelt, Gustav Karl Wilhelm (1819–1876), königlich preußischer Generalleutnant und zuletzt Kommandeur der 1. Fuß-Artilleriebrigade
- Weigelt, Harry, deutscher Rugbyspieler
- Weigelt, Heidi (* 1945), deutsche Schauspielerin, Synchronsprecherin und Moderatorin
- Weigelt, Heinrich († 1885), deutscher Richter und Politiker
- Weigelt, Helmut (* 1948), deutscher Politiker (SPD), Mitglied der Bremischen Bürgerschaft
- Weigelt, Henri (* 1998), deutscher Fußballspieler
- Weigelt, Horst (1928–2018), deutscher Eisenbahn-Ingenieur und -Historiker
- Weigelt, Horst (1934–2024), deutscher evangelischer Theologe und Hochschullehrer
- Weigelt, Johannes (1890–1948), deutscher Paläontologe und Geologe
- Weigelt, Jürgen (* 1949), deutscher Archäologe, Museumsdirektor und Politiker (CDU), MdL
- Weigelt, Karin (* 1984), Schweizer Handballspielerin
- Weigelt, Klaus (* 1941), deutscher Volkswirt und Kulturmanager
- Weigelt, Kurt (1884–1968), deutscher Manager
- Weigelt, Peter (* 1956), Schweizer Unternehmer und Politiker
- Weigelt, Robert (1815–1879), deutscher Fotograf, Ornithologe und Autographensammler
- Weigelt, Udo (* 1960), deutscher Bilderbuchautor
- Weigelt, Viktor (1878–1946), deutscher Politiker (SPD)
- Weigelt, Walther (1877–1965), deutscher Bergrechtler
- Weigelt, Willi (1920–2002), deutscher Politiker (SPD), Oberbürgermeister von Pforzheim
- Weigend, Julian (* 1971), österreichischer SchauspielerJulian Weigend (* 1971)

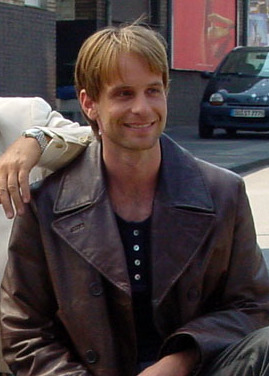
Julian Weigend (* 1971)

- Weigend, Maximilian (* 1969), deutscher Botaniker
- Weigend, Thomas (* 1949), deutscher Rechtswissenschaftler
- Weigend-Abendroth, Friedrich (1921–1986), deutscher Schriftsteller und Journalist
- Weiger, Hubert (* 1947), deutscher Naturschützer
- Weiger, Josef (1883–1966), deutscher römisch-katholischer Pfarrer und Theologe
- Weigerstorfer, Ulla (* 1967), österreichische Miss World, Schauspielerin und Politikerin (TS), Abgeordnete zum Nationalrat
- Weigert, Alfred (1927–1992), deutscher Astronom und Astrophysiker
- Weigert, August (1877–1953), deutscher Schauspieler und Hörspielsprecher
- Weigert, Brigitte (1934–2007), deutsche Malerin und Tischtennisspielerin
- Weigert, Carl (1845–1904), deutscher Pathologe
- Weigert, Debora (* 1969), deutsche Schauspielerin und Synchronsprecherin
- Weigert, Dedo (* 1938), deutscher Kameramann und Filmproduzent
- Weigert, Edith (1894–1982), deutsche Psychoanalytikerin
- Weigert, Evelyn (* 1988), deutsche Fernsehmoderatorin und PodcasterinEvelyn Weigert (* 1988)

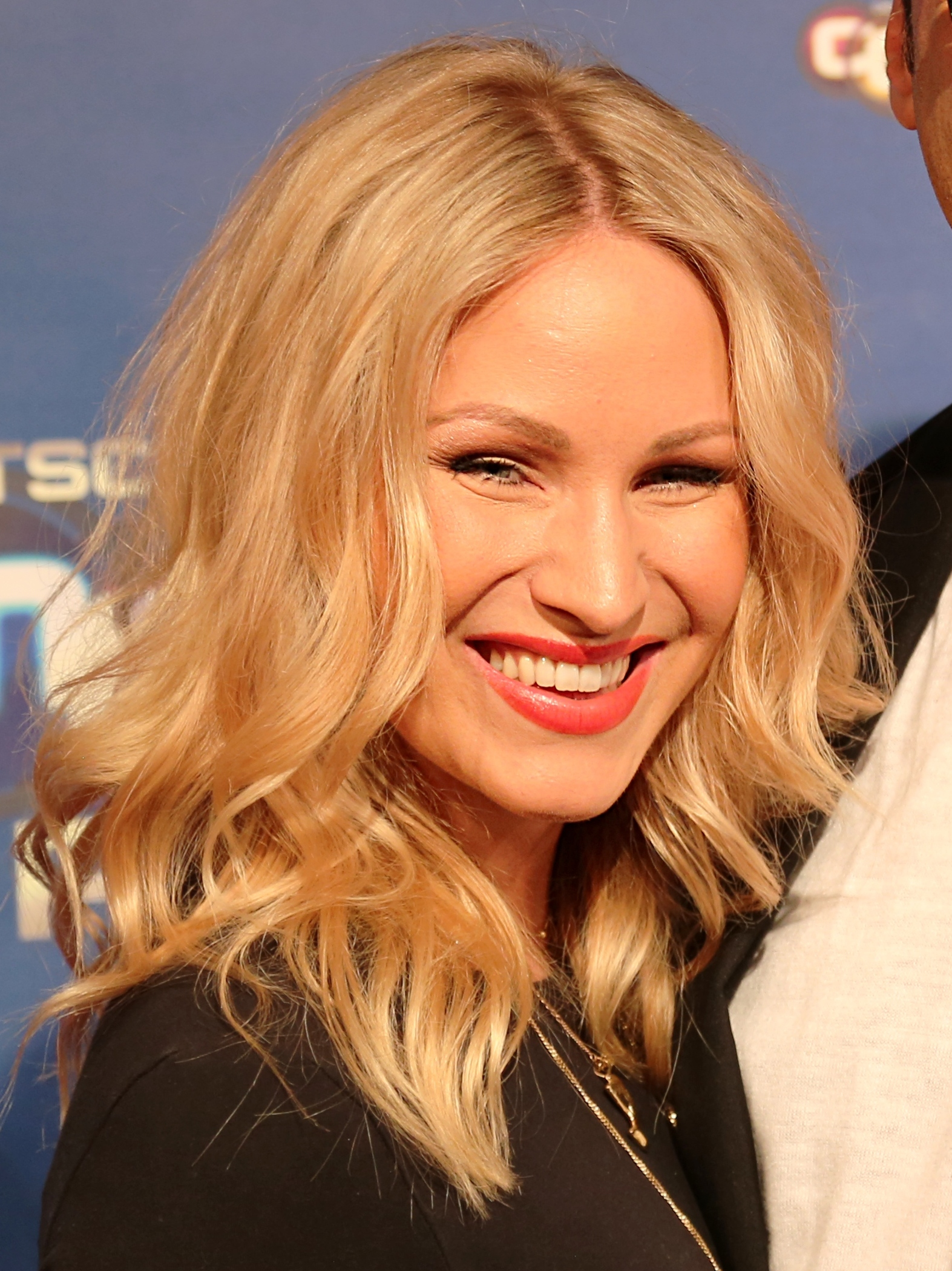
Evelyn Weigert (* 1988)

- Weigert, Florian (* 1981), deutscher Wirtschaftswissenschaftler
- Weigert, Fritz (1876–1947), deutscher Photochemiker
- Weigert, Gerhard (1924–2005), deutscher Politiker (SPD), MdL
- Weigert, Gideon (1919–2001), israelischer Agrarwissenschaftler, Journalist, Autor und Menschenrechtler
- Weigert, Hans (1896–1967), deutscher Kunsthistoriker
- Weigert, Hans von (1861–1944), deutscher Ministerialbeamter
- Weigert, Hermann (1890–1955), deutscher Musikpädagoge und Dirigent
- Weigert, Jacob (* 1981), deutscher Film- und Theaterschauspieler
- Weigert, Jochen (1922–1950), deutscher FDJ-Funktionär
- Weigert, Joseph (1870–1946), deutscher Pfarrer, Schriftsteller und Landwirt
- Weigert, Matthias (* 1983), deutscher Poker-Experte und Moderator
- Weigert, Oscar (1886–1968), deutsch-US-amerikanischer Verwaltungsjurist und Arbeitsrechtler
- Weigert, Robin (* 1969), US-amerikanische SchauspielerinRobin Weigert (* 1969)

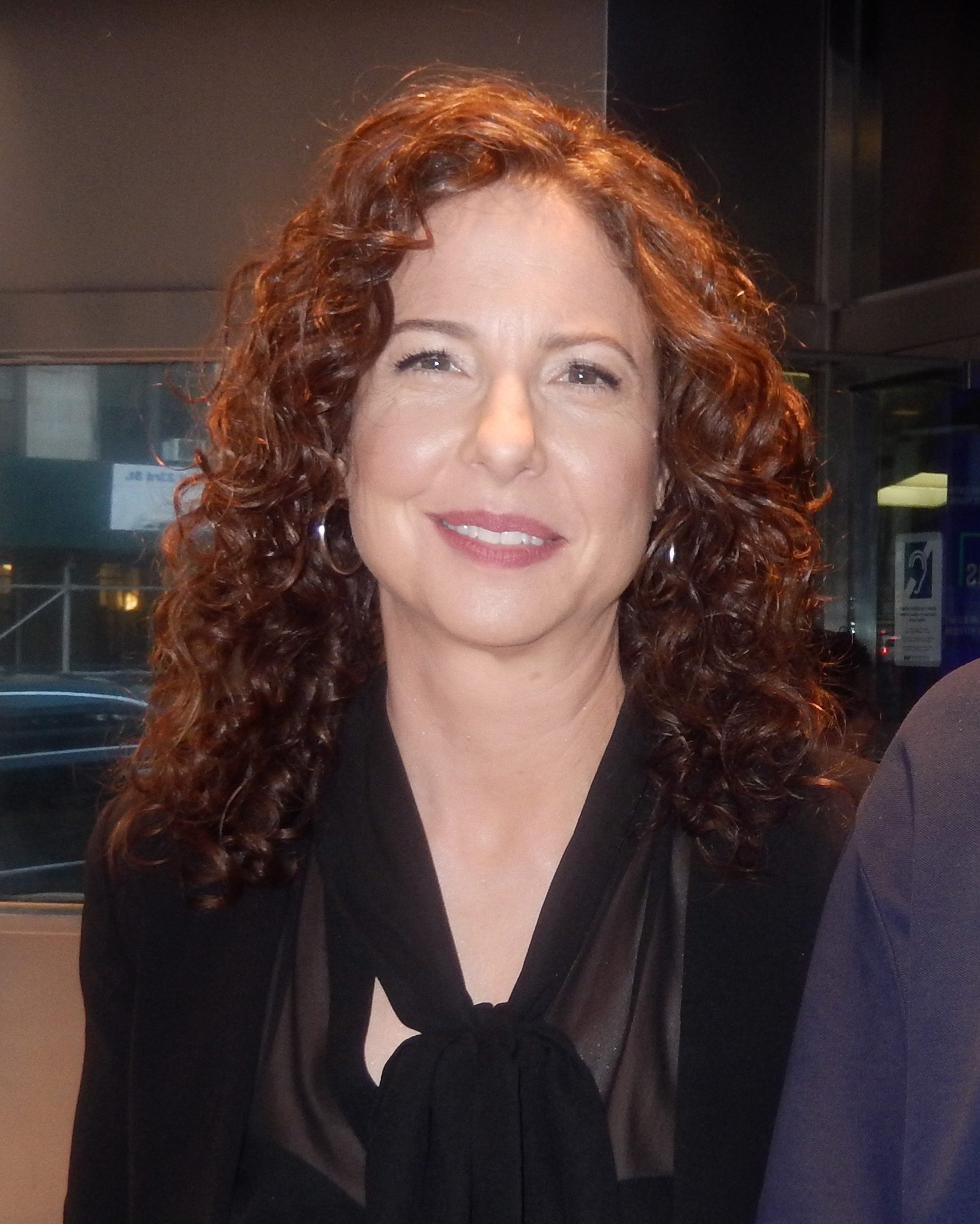
Robin Weigert (* 1969)

- Weigert, Roger-Armand (1907–1986), französischer Kunsthistoriker
- Weigert, Roland (* 1968), deutscher Politiker (Freie Wähler), MdL
- Weigert, Uwe (* 1958), deutscher Fußballspieler
- Weigert, Wolfgang (1893–1974), deutscher NS-Funktionär
- Weigertová, Monika (* 1992), slowakische Leichtathletin

### Weigh
- Weight, Doug (* 1971), US-amerikanischer Eishockeyspieler, -trainer und -funktionär
- Weight, Pamela, britische Eiskunstläuferin
- Weightman, David (* 1971), australischer Ruderer
- Weightman, Laura (* 1991), britische Mittelstreckenläuferin
- Weightman, Lisa Jane (* 1979), australische Langstreckenläuferin
- Weightman, Richard Hanson (1816–1861), US-amerikanischer Politiker
- Weightman, Roger C. (1787–1876), US-amerikanischer Politiker
- Weightman-Smith, George (1905–1972), südafrikanischer Hürdenläufer, Speerwerfer und Zehnkämpfer
- Weighton, Bob (1908–2020), britischer Supercentenarian

### Weigl
- Weigl, Alfons Maria (1903–1990), deutscher katholischer Priester und Schriftsteller
- Weigl, Andreas (* 1961), österreichischer Wirtschaftswissenschaftler, Historiker und Leiter des Ludwig Boltzmann Instituts
- Weigl, Augustin (1845–1914), österreichischer Fremdenverkehrspionier
- Weigl, Bruno (1881–1938), mährischer Komponist
- Weigl, Eduard (1869–1960), Priester der Diözese Passau, später im Erzbistum München und Freising
- Weigl, Franz (1932–1996), deutscher Politiker (CSU), MdB
- Weigl, Franz Xaver (1878–1952), deutscher Pädagoge
- Weigl, Jochen (* 1971), deutscher Fußballspieler
- Weigl, Johann Baptist (1783–1852), deutscher Geistlicher, Theologe, Mathematiker und Komponist
- Weigl, Josef (1913–1985), deutscher Geistlicher, Bischof von Bokungu-Ikela
- Weigl, Joseph (1766–1846), österreichischer Komponist und Dirigent
- Weigl, Joseph Franz (1740–1820), deutscher Cellist und Erster Cellist im Orchester des Fürsten Esterházy
- Weigl, Julian (* 1995), deutscher FußballspielerJulian Weigl (* 1995)

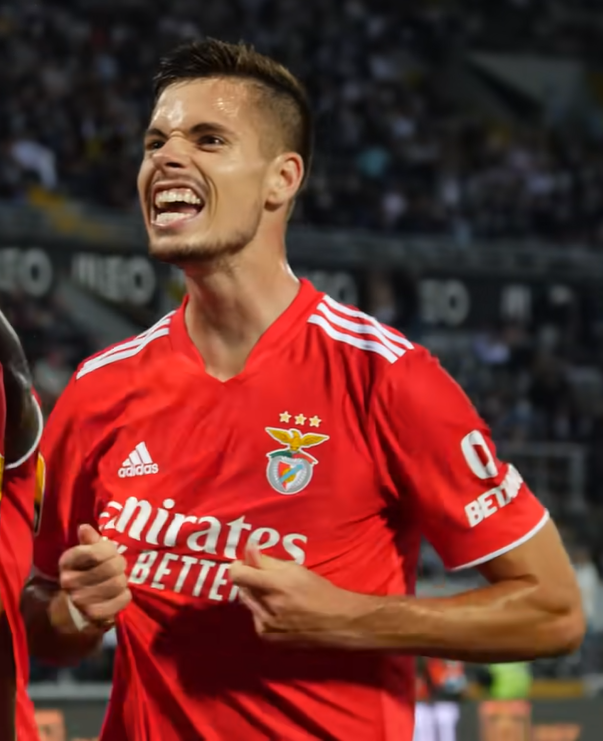
Julian Weigl (* 1995)

- Weigl, Karl (1879–1982), österreichischer Politiker (SPÖ), Landtagsabgeordneter
- Weigl, Karl (1881–1949), österreichisch-US-amerikanischer Komponist
- Weigl, Kolumba (1713–1783), deutsche Mystikerin und Priorin
- Weigl, Michael (* 1963), österreichischer katholischer Theologe und Hochschullehrer
- Weigl, Michael (* 1971), deutscher Politikwissenschaftler
- Weigl, Peter (* 1960), deutscher Verwaltungsjurist
- Weigl, Petr (1939–2018), tschechischer Filmregisseur
- Weigl, Philipp (* 1979), deutscher Komponist und Musikpädagoge
- Weigl, Richard (1878–1945), österreichischer Politiker (CSP, LBd), Abgeordneter zum Nationalrat
- Weigl, Robert (1851–1902), österreichischer Bildhauer
- Weigl, Rudolf (1883–1957), polnischer Biologe und Mediziner
- Weigl, Sanda (* 1948), deutsch-rumänische Sängerin
- Weigl, Stefan (* 1962), deutscher Schriftsteller
- Weigl, Thaddäus (1776–1844), österreichischer Komponist, Dirigent und Musikverleger
- Weigl, Vally (1894–1982), österreichisch-amerikanische Komponistin und Musiktherapeutin
- Weigl, Vladimir (* 1950), deutscher Schauspieler
- Weigl, Wolfgang (* 1978), deutscher Filmeditor und Filmemacher
- Weigle, Carl (* 1849), deutscher Architekt
- Weigle, Carl Gottlieb (1810–1882), deutscher Orgelbauer
- Weigle, Friedrich (1850–1906), deutscher Orgelbauer
- Weigle, Friedrich (1882–1958), deutscher Orgelbauer
- Weigle, Fritz (1899–1966), deutscher Historiker
- Weigle, Gottfried (1816–1855), deutscher Missionar und Sprachwissenschaftler
- Weigle, Jean (1901–1968), Schweizer Physiker und Molekularbiologe
- Weigle, Jörg-Peter (* 1953), deutscher Dirigent und HochschullehrerJörg-Peter Weigle (* 1953)

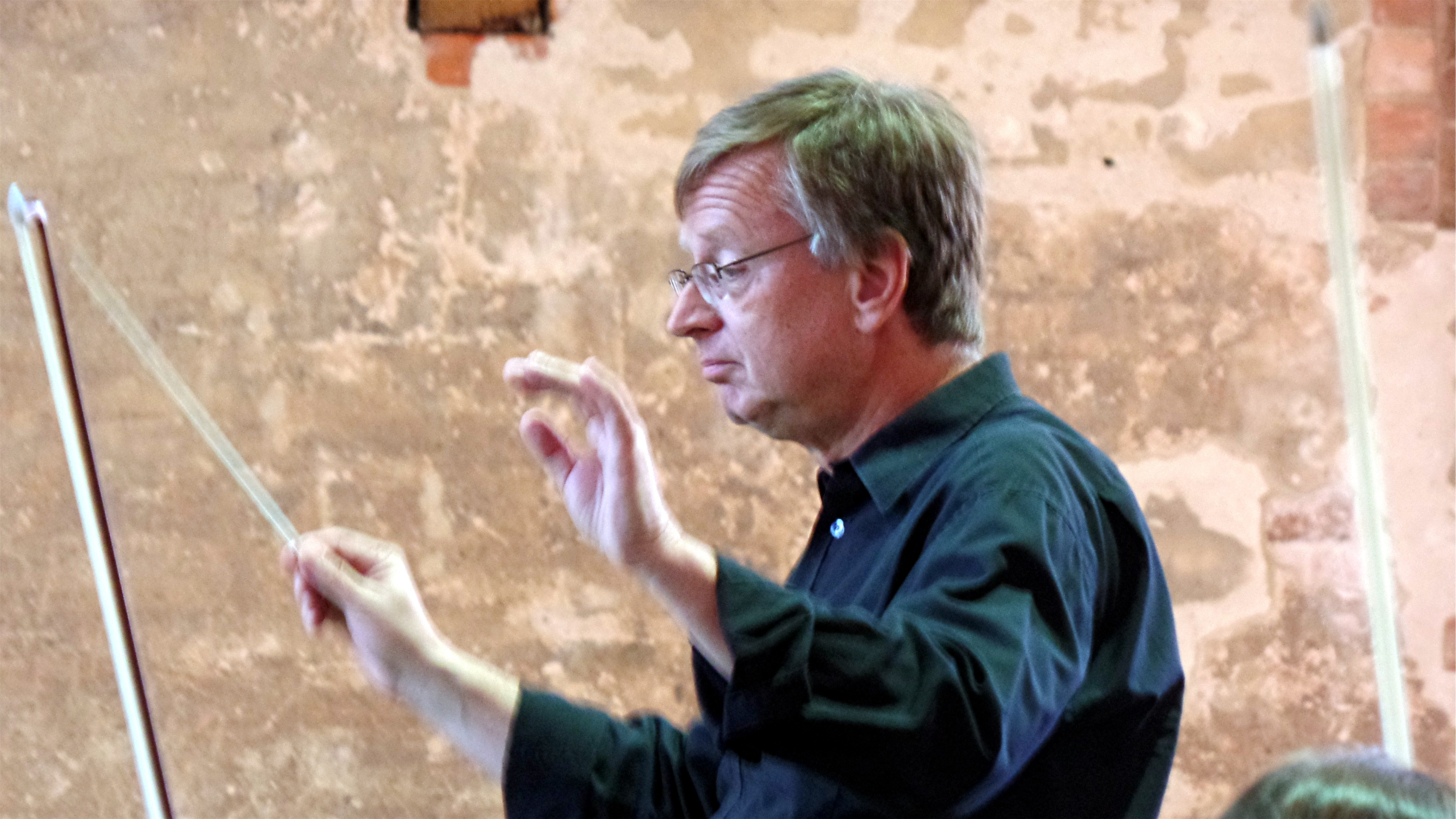
Jörg-Peter Weigle (* 1953)

- Weigle, Klaus (1926–2009), deutscher Politiker (KPD), Landesvorsitzender in Schleswig-Holstein und Hessen
- Weigle, Sebastian (* 1961), deutscher Dirigent
- Weigle, Wilhelm (1788–1884), deutscher Weber, Kaufmann und Politiker
- Weigle, Wilhelm (1862–1932), evangelischer Pfarrer und Jugendseelsorger
- Weiglein, Otto (1912–1998), bayerischer Landtagsabgeordneter
- Weigley, Russell F. (1930–2004), US-amerikanischer Militärhistoriker
- Weiglhofer, Werner S. (1962–2003), österreichischer Physiker
- Weiglin, Emil (1841–1901), deutscher Geiger und Konzertmeister
- Weiglin, Paul (1884–1958), deutscher Sachbuchautor und Zeitschriftenchefredakteur

### Weigm
- Weigmann, Diane (* 1974), deutsche Musikerin (Berlin)Diane Weigmann (* 1974)

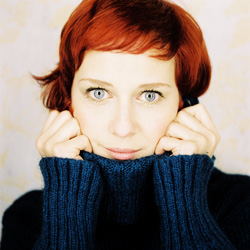
Diane Weigmann (* 1974)

- Weigmann, Hans (* 1897), deutscher Wirtschaftswissenschaftler
- Weigmann, Hermann (1856–1950), deutscher Bakteriologe
- Weigmann, Horst-Siegfried (1920–1944), deutscher Mann, umgekommen beim Versuch seine jüdische Mutter zu retten
- Weigmann, Otto (1873–1940), deutscher Kunsthistoriker
- Weigmann, Paul (1923–2009), deutscher Glasmaler und Zeichner
- Weigmann, Simon (* 1985), deutscher Ichthyologe
- Weigmann, Valerie (* 1989), deutsch-philippinische Schauspielerin und Model
- Weigmann, Walter (1902–1945), deutscher Ökonom und Hochschullehrer

### Weigo
- Weigold, Hugo (1886–1973), deutscher Zoologe und Ökologe
- Weigold, Matthias (* 1951), deutscher Journalist, Autor und Regisseur
- Weigold, Paul (* 1966), deutscher Hochschullehrer, Dirigent und Sängercoach
- Weigold, Steffen (* 1979), deutscher Radrennfahrer
- Weigold, Wilhelm (1894–1962), deutscher Politiker (KPD)
- Weigoni, Andrascz (1958–2021), ungarischer Schriftsteller
- Weigoni, Christian (* 1982), deutscher Poolbillardspieler
- Weigopwa, Saul (* 1984), nigerianischer Leichtathlet

### Weigt
- Weigt, Anke (* 1957), deutsche Weitspringerin
- Weigt, Horst (1924–1989), deutscher Parteifunktionär (SED)
- Weigt, Jörg (* 1959), deutscher Kommunalpolitiker (SPD), Bürgermeister von Overath
- Weigt, Jürgen (* 1957), deutscher Generalleutnant (Bundeswehr)
- Weigt, Peter (* 1948), deutscher Langstreckenläufer
- Weigt, Sven (* 1971), deutscher Politiker (CDU)
- Weigt, Thomas (1958–2016), deutscher Journalist und Radiomoderator

### Weigu
- Weiguny, Anton (1851–1914), österreichischer Politiker; Abgeordneter zum Abgeordnetenhaus
- Weiguny, Bettina (* 1970), deutsche Journalistin und Schriftstellerin